# 히토키리 (영화)
히토키리(人斬り, Hitokiri)는 일본에서 제작된 고샤 히데오 감독의 1969년 영화이다. 카츠 신타로 등이 주연으로 출연하였고 무라카미 시치로 등이 제작에 참여하였다.

## 출연

### 주연
- 카츠 신타로
- 나카다이 타츠야
- 미시마 유키오
- 이시하라 유지로
- 바이쇼 미츠코
- 나카야 노보루
- 나카야 이치로
- 사카가미 지로
- 타나카 쿠니
- 야마모토 케이
- 야마우치 아키라

## 제작진
- 원작자: 시바 료타로